# Remijia
Remijia es un género con 45 especies de plantas  perteneciente a la familia Rubiaceae.

## Especies
- Remijia amazonica K.Schum. in C.F.P.von Martius & auct. suc. (eds.)
- Remijia amphithrix Standl.
- Remijia aracamuniensis (Steyerm.) C.M.Taylor
- Remijia argentea Steyerm.
- Remijia asperula Standl.
- Remijia berryi Steyerm.
- Remijia chelomaphylla G.A.Sullivan
- Remijia cinchonicarpa Sucre
- Remijia delascioi Steyerm.
- Remijia densiflora Benth.
- Remijia duckei Standl.
- Remijia ferruginea (A.St.-Hil.) DC..
- Remijia firmula (Mart.) Wedd.
- Remijia globosa (Steyerm.) C.M.Taylor
- Remijia glomerata Huber
- Remijia grazielae Sucre
- Remijia hilarii DC.
- Remijia hirsuta Sucre
- Remijia hispida Spruce ex K.Schum. in C.F.P.von Martius & auct. suc. (eds.)
- Remijia hubbardiorum B.M.Boom
- Remijia involucrata K.Schum. in C.F.P.von Martius & auct. suc. (eds.)
- Remijia kuhlmannii Sucre
- Remijia leiocalyx Standl. ex Steyerm.
- Remijia longifolia Benth. ex Standl.
- Remijia macrocnemia (Mart.) Wedd.
- Remijia macrophylla (H.Karst.) Benth. & Hook.f. ex Flueck.
- Remijia maguirei Steyerm.
- Remijia marahuacensis Steyerm.
- Remijia morilloi Steyerm.
- Remijia pacimonica Standl.
- Remijia paniculata DC.
- Remijia physophora Benth. ex K.Schum. in C.F.P.von Martius & auct. suc. (eds.)
- Remijia pilosinervula Steyerm.
- Remijia reducta Steyerm.
- Remijia roraimae (Benth.) K.Schum. in C.F.P.von Martius & auct. suc. (eds.)
- Remijia sessilis Steyerm.
- Remijia sipapoensis Steyerm.
- Remijia steyermarkii Standl.
- Remijia tenuiflora Benth.
- Remijia trianae Wernham
- Remijia ulei K.Krause
- Remijia uniflora C.M.Taylor
- Remijia vaupesiana Steyerm.
- Remijia vellozoi DC.
- Remijia wurdackii Steyerm.